# Overgeul
Overgeul (Limburgs: Euvergäöl) is een buurtschap ten westen van Mechelen in de gemeente Gulpen-Wittem in de Nederlandse provincie Limburg. De buurtschap ontleent haar naam aan de ligging ten opzichte van Mechelen, namelijk over de Geul. Bij Overgeul horen ook de buurtjes Gracht en Dijk.
In Overgeul, Gracht en Dijk staan verschillende vakwerkboerderijen, waaronder de vierkantshoeve 'De Plei' met een schuur uit 1740. Deze schuur is een rijksmonument. Aan de Geul staat de watermolen, de Onderste Molen, ook wel bekend als de 'Commandeursmolen'. De Bovenste Molen staat in de buurtschap Höfke. Ten westen van Overgeul ligt het Schweibergerbos, een hellingbos.
Verder mondt in Overgeul ten noorden van de Commandeursmolen de Lombergbeek uit in de Geul op de plaats waar twee takken van de Geul samenkomen.

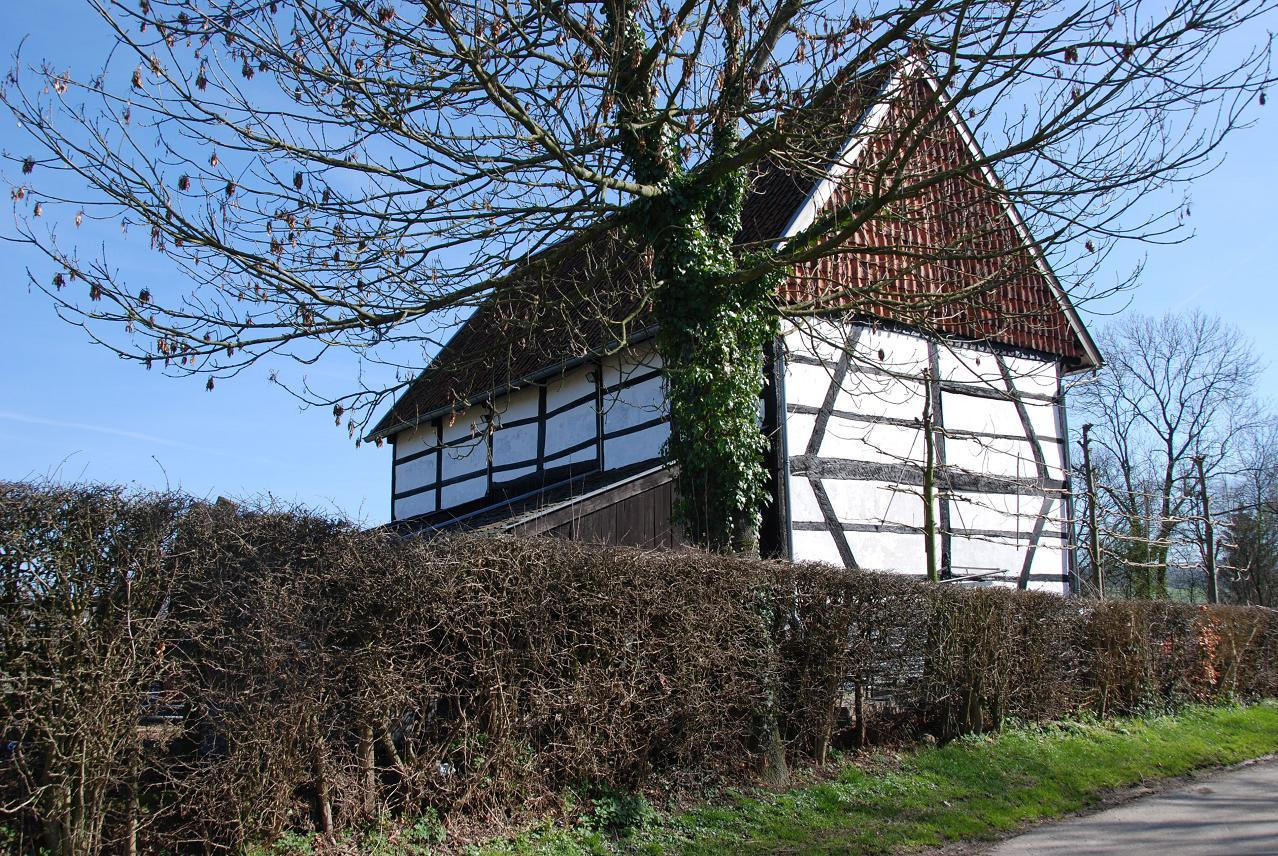
Vakwerkschuur tegenover hoeve 'De Plei'
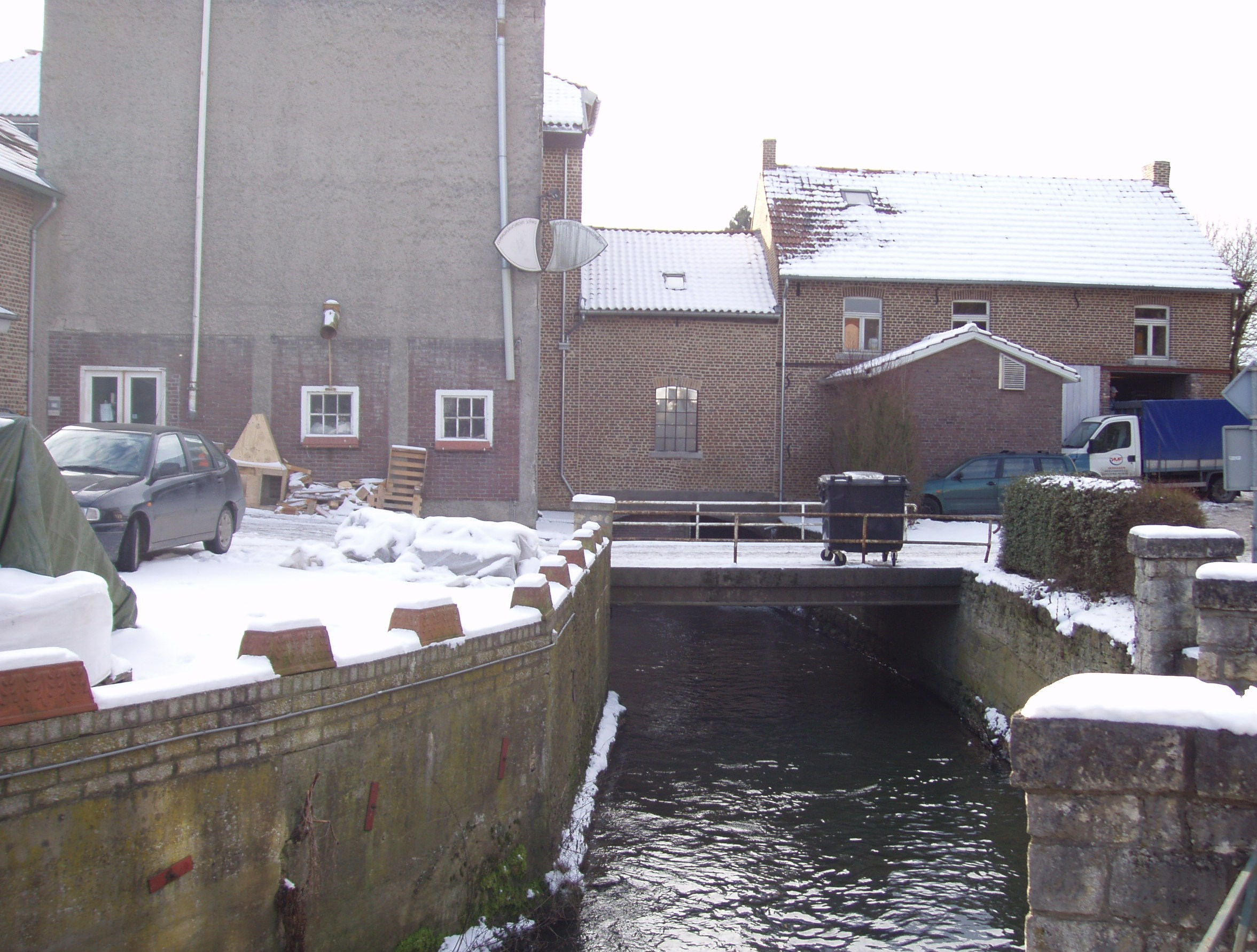
Onderste Molen

Dorpen: Epen · Eys · Gulpen · Mechelen · Nijswiller · Partij-Wittem · Reijmerstok · Slenaken · Wahlwiller · Wijlre

Gehuchten en buurtschappen: Beertsenhoven · Berghem · Berghof · Beutenaken · Billinghuizen · Bissen · Bommerig · Broek · Cartils · Crapoel · Dal · Diependal · Elkenrade · Elzet · Eperheide · Etenaken · Euverem · Eyserhalte · Eyserheide · Gracht Burggraaf · Heijenrath · Helle · Hilleshagen · Höfke · Hoogcruts · Hurpesch · De Hut · Ingber · Kapolder · Kleeberg · Klein-Kullen · Klein-Kuttingen · Kosberg · Kuttingen · Landsrade · Overeys · Overgeul · Partij · Pesaken · De Piepert · Plaat · Schilberg · Schweiberg · Sinselbeek · Stokhem · Terpoorten · Terziet · Trintelen · Waterop · Wittem

Limburg: Steden en dorpen      Nederland: Provincies · Gemeenten